# Génestin

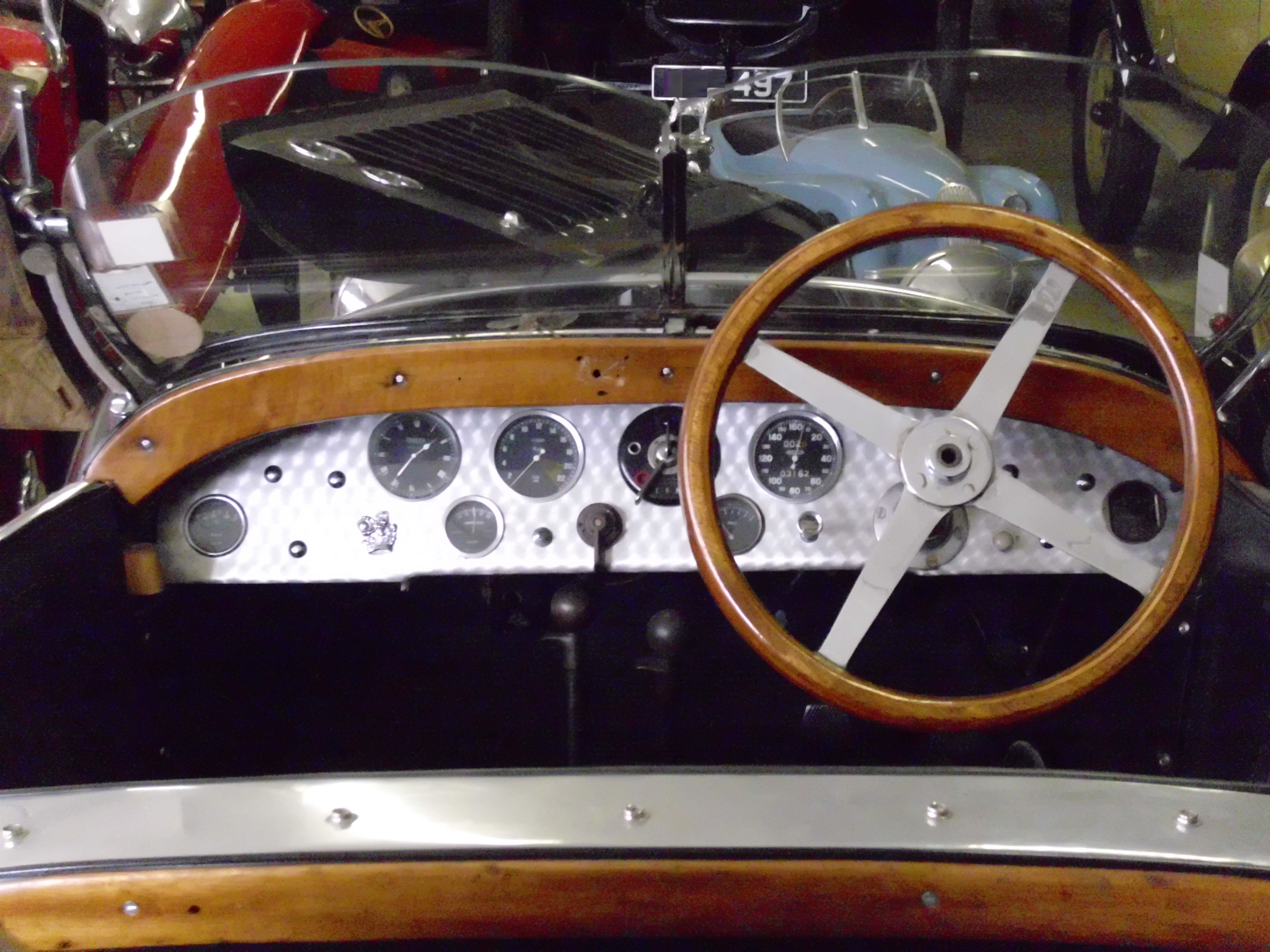
Interieur

P. Génestin war ein französischer Hersteller von Automobilen.

## Unternehmensgeschichte
Paul Génestin gründete 1919 das Unternehmen in Fourmies und begann mit der Produktion von Automobilen. Der Markenname lautete Génestin. Nach den ersten 15 Fahrzeugen erfolgte eine längere Pause. Nach einem Treffen mit Herrn Poyet von CIME wurde 1925 die Produktion wieder aufgenommen. 1929 endete die Produktion.

## Fahrzeuge
Die ersten Fahrzeuge verfügten über ein Fahrgestell von Malicet & Blin. Fivet lieferte den Vierzylindermotor mit seitlichen Ventilen und 1500 cm³ Hubraum. Bastien aus dem gleichen Ort fertigte die Karosserien.
Ab 1925 standen verschiedene Modelle mit verschiedenen Motoren zur Auswahl. Das Modell Tourisme war mit vier verschiedenen Einbaumotoren von CIME lieferbar, vom Vierzylindermotor mit 1100 cm³ Hubraum bis zum Sechszylindermotor mit 1681 cm³ Hubraum. Im Modell Sport kamen Motoren von S.C.A.P. zum Einsatz. Es gab Vierzylindermotoren mit 1084 cm³ und 1476 cm³ Hubraum, wahlweise auch mit Kompressor, sowie einen Reihen-Achtzylindermotor mit 1808 cm³ Hubraum.
In einem Artikel von 1919 wurden Kleinwagen und Cyclecar beschrieben. Ein Fahrzeug wurde als „Fourmi“ bezeichnet, möglicherweise als Kurzform des Produktionsortes Fourmies. Es hat einen 8-HP-V2-Motor mit 1093 cm³ Hubraum mit 82 mm Bohrung und 103,5 mm Hub. Der Vergaser stammte von Zenith. Das Getriebe hatte drei Gänge. Das Gewicht des Chassis lag bei 400 kg. Das Chassis selbst kostete 6200 Franc. Für ein komplettes Fahrzeug mussten 7700 Franc bezahlt werden. Die Bereifung hatte einen Durchmesser von 710 mm und eine Breite von 90 mm.
Mindestens zwei Fahrzeuge sind erhalten geblieben. Ein Fahrzeug von 1928 gehörte zur Sammlung des Automobilmuseums in Stainz.

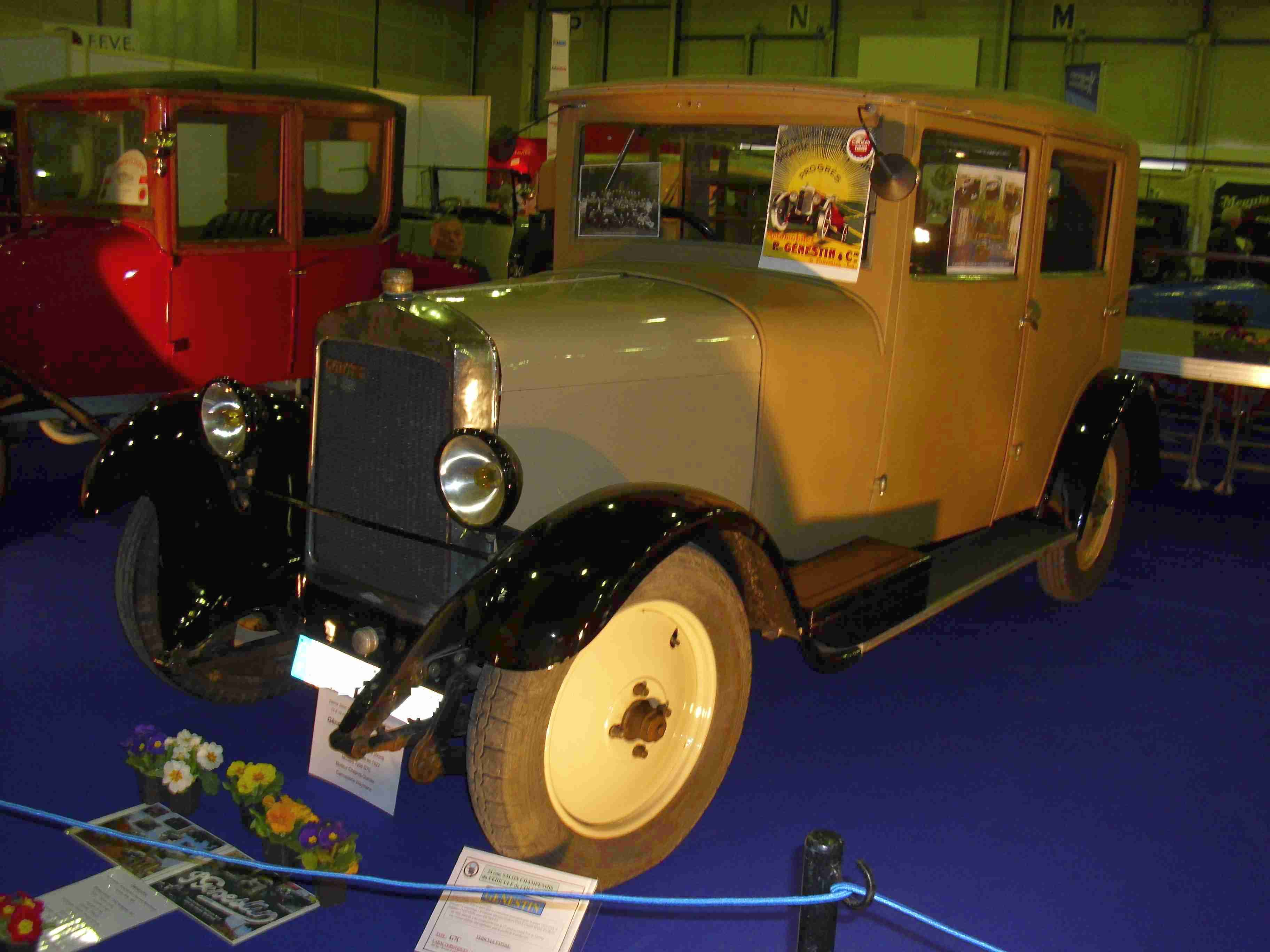
Génestin von 1927
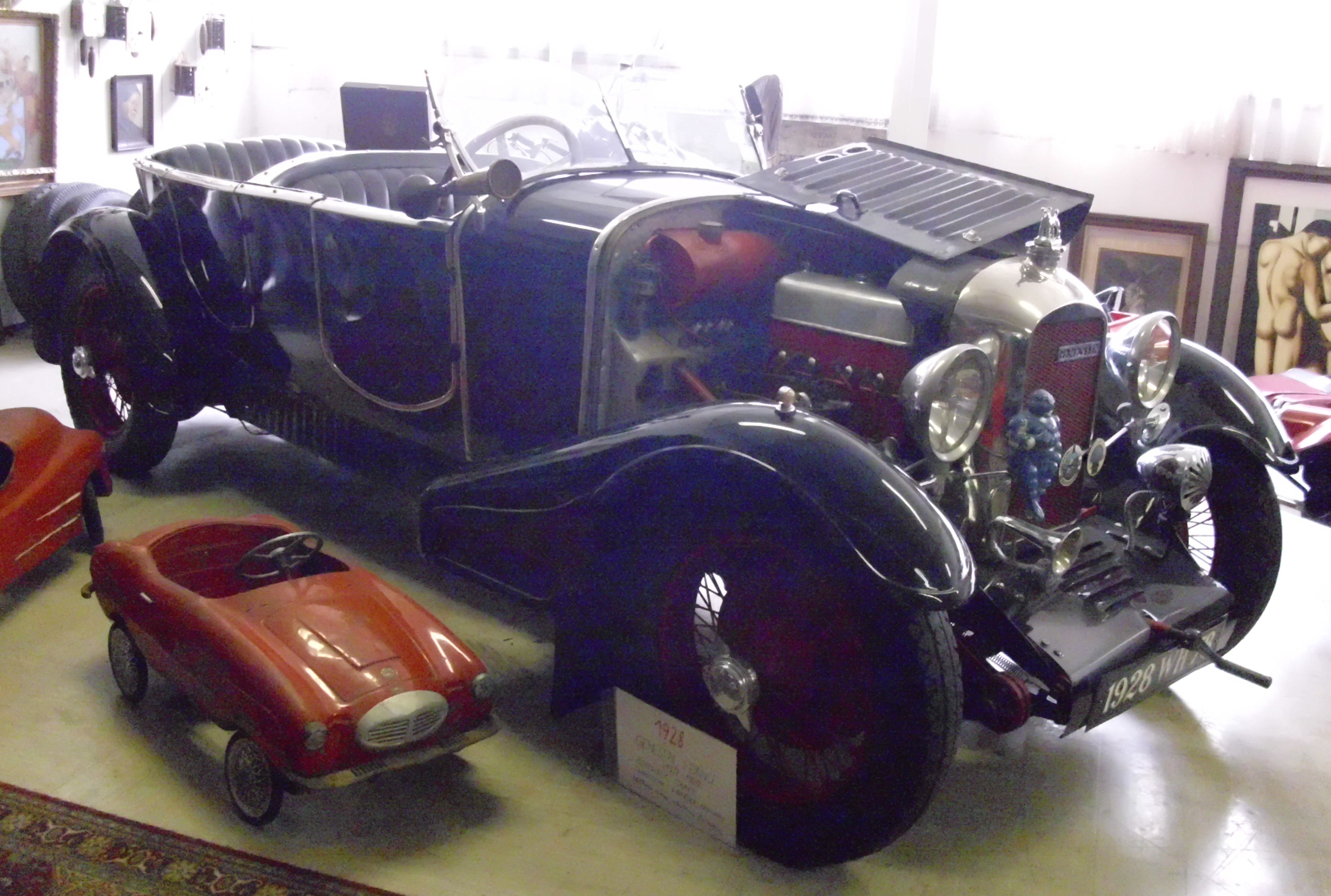
Génestin von 1928